# Juuse Saros
Juuse Saros (Forssa, 19 aprile 1995) è un hockeista su ghiaccio finlandese.

## Palmarès

### Mondiali
- 2 medaglie:
  - 2 argenti (Bielorussia 2014; Russia 2016)